# Martin Nathusius (Fabrikant)
Martin Nathusius (* 8. März 1883 in Magdeburg; † 4. März 1941 in München) war ein preußischer Offizier und nationalsozialistischer Wehrwirtschaftsführer.

## Familie
Nathusius wurde als jüngstes von vier Kindern des Eigentümers der Magdeburger Tabakfabrik Gottlob Nathusius, Gottlob August Nathusius (1849–1906), und der Catherina Adelheid Nathusius geb. von Raabe (1857–1920) geboren. Sein Großvater väterlicherseits war Moritz Nathusius, ebenfalls Tabakfabrikant; der Großvater mütterlicherseits war Oberst Rudolf von Raabe. Ein Ur-Ur-Großvater von Nathusius war Friedrich August von Haeseler. Sein älterer Bruder war Gottlob Moritz Nathusius. Nach dem Tod des Vaters ging Nathusius’ Mutter eine zweite Ehe mit dem Generaldirektor der Magdeburger Feuerversicherungsgesellschaft, Hermann Vatke (1844–1927) ein.
Am 3. Oktober 1906 heiratete Nathusius Margarete Polte (1886–1977), eine von zwei Töchtern des Magdeburger Unternehmers Eugen Polte. Das Paar hatte zwei Söhne: Hans (1907–1977) und Alfred Nathusius (1912–1974). Nathusius’ Schwager war Arnulf Freiherr von Gillern (1884–1944).

## Soldat
Nathusius war Schüler des humanistischen Gymnasiums Unserer Lieben Frauen in Magdeburg. Noch vor Erreichen des Abiturs trat er in das Königlich Preußische Kadettenkorps ein, zunächst war er in der Voranstalt (Kadettenhaus) im Schloss Oranienstein, später in der Preußischen Hauptkadettenanstalt in Groß-Lichterfelde. Nach Abschluss dort wurde er 1902 zum Rheinischen Kürassierregiment Nr. 8 „Graf Gessler“ in Köln versetzt. 1908 wurde er dort Regimentsadjutant, und 1911 erfolgte die Beförderung zum Oberleutnant.
Im August 1914 zog er in den Ersten Weltkrieg nach Frankreich. Seit Oktober 1914 war er Rittmeister. Außerdem wurde er zum Adjutanten des Generalkommandos des VIII. Reserve-Korps bestellt. 1916 wurde er zum Großen Generalstab versetzt. Nach verschiedenen Generalstabsverwendungen (so als Ia der 54. Infanterie-Division) an der Front, war er ab 1917 bis zum Kriegsende in das Kriegsministerium in Berlin beordert. Seinen Abschied nahm er 1920 als Major. Er war Inhaber des Eisernen Kreuzes beider Klasse, des Königlichen Hausordens von Hohenzollern mit Schwertern sowie weiterer Auszeichnungen.

## Studium und Beruf
Nach seinem Ausscheiden aus der Armee holte Nathusius zunächst – 37-jährig – das Abitur nach. Dann begann er ein Studium der Volkswirtschaftslehre an den Universitäten in Berlin und Würzburg, dass er 1926 mit einer Promotion (summa cum laude) abschloss. Im Anschluss war Nathusius zunächst Praktikant und später Angestellter der landwirtschaftlichen Maschinenfabrik H. F. Eckert AG in Berlin-Lichtenberg.
Von 1922 bis 1926 war er Direktor und stellvertretendes Vorstandsmitglied in der Maschinen- und Armaturenfabrik Magdeburg-Buckau AG. 1926 trat er als Mitinhaber in die von seinem bereits 1911 verstorbenen Schwiegervater gegründete Polte-Werke Armaturen- und Maschinenfabrik ein, die er gemeinsam mit seinem Schwager von Gillern leitete.
Nathusius erlag 1941 in München einer langwierigen Krankheit, die ihn bereits 1939 zur Niederlegung der Firmenleitung der Polte-Werke AG zwang.

## Funktionen
Neben seiner Arbeit als Geschäftsführer bei den Polte-Werken engagierte sich Nathusius für die Entwicklung der Wirtschaft in Magdeburg und Umgebung. 1929 wurde er zum Mitglied der Industrie- und Handelskammer zu Magdeburg gewählt und übernahm dort Anfang 1931 das Amt des Vizepräsidenten. Neben seiner Präsidiumsarbeit zu allgemeinen wirtschaftlichen Fragen widmete er sich besonders der Problematik der Niedrigwasserregulierung der Elbe.
Nathusius war von den wirtschaftlichen Konsolidierungsplänen der Nationalsozialisten überzeugt. Als Funktionär der NSDAP war er von 1935 bis 1940 als Nachfolger von Johannes Müller der Gauwirtschaftsberater im Gau Magdeburg-Anhalt. Nathusius war SS-Sturmbannführer und seit 1934 Ratsherr der Stadt Magdeburg. Ab 1930 war er auch Vorsitzender des Elbebunds, eines Zusammenschlusses verschiedener Industrie- und Handelskammern.
Außerdem war er Vorsitzender des beim Reichsstand der Deutschen Industrie gebildeten Hauptausschusses für industriellen Luftschutz und Vorsitzender der Harmoniegesellschaft, einer 1783 gegründeten Gesellschaft zur Förderung der Kultur in Magdeburg. Er war ebenfalls Mitglied im Deutschen Herrenklub und des Roland-Vereins. Seit 1928 war Nathusius Mitglied der Deutschen Gesellschaft für Metallkunde (Metall und Erz).

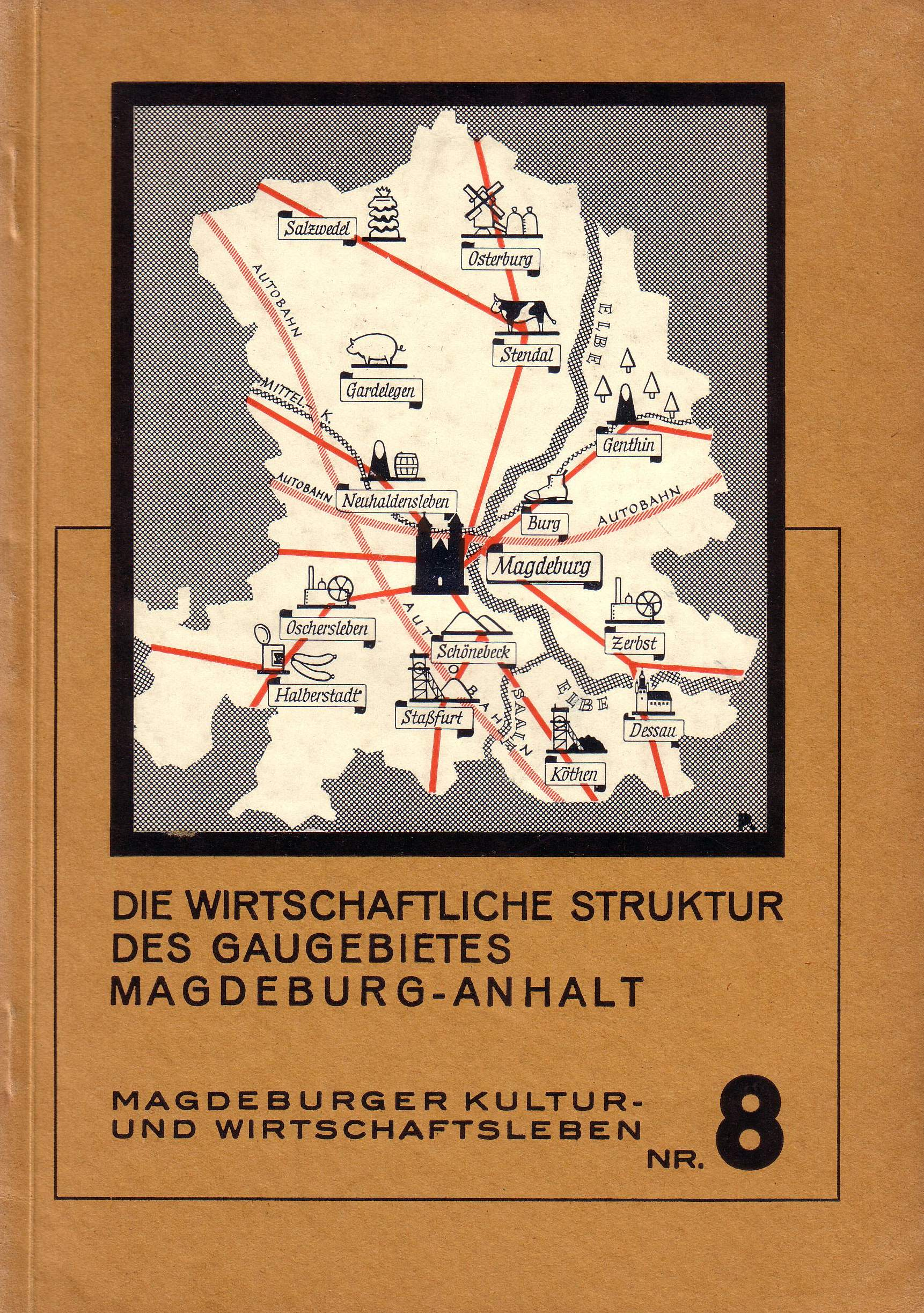
Die wirtschaftliche Struktur des Gaugebietes Magdeburg-Anhalt. Von Gauwirtschaftsberater Dr. Nathusius

## Veröffentlichungen
- Industrie- und Handelskammer Magdeburg (Hrsg.): Die Einheitsfront der Elbewirtschaft. Kundgebung des Elbebundes in Hamburg am 14. September 1933. (mit Reden von Martin Nathusius, Carl Vincent Krogmann u. a.) Magdeburg 1933.
- Die wirtschaftliche Struktur des Gaugebietes Magdeburg-Anhalt. In: Magdeburger Kultur- und Wirtschaftsleben, Nr. 8 (vom September 1936).